# Miguel Ángel Puga
Miguel Ángel Puga Arroyo (Tabacundo, 20 de octubre de 1926) es un médico ecuatoriano, investigador de la historia de la medicina y la historia social a través de la genealogía, la lingüística, la filología y la botánica. médico, investigador de la Historia de la Medicina, de la Historia Social a través de la genealogía, lingüista, filólogo y botánico. Contrae matrimonio con Elsa Fabiola Hermosa Echeverría, ambos naturales de Tabacundo, fueron sus hijos: Mariana de Jesús Puga Hermosa (Médica Pediatra); Miguel Ángel Puga Hermosa (1962-1993), ingeniero en Electrónica, Olga Teresa Puga Hermosa, Cecilia del Pilar Puga Hermosa y Daniel Antonio Puga Hermosa (arquitecto).

## Biografía
Miguel Ángel Puga Arroyo, nace en Tabacundo el 20 de octubre de 1926, siendo sus padres Carlos Puga Torres y Jesús L. Arroyo. Contrae matrimonio con Elsa Fabiola Hermosa Echeverría —ambos naturales de Tabacundo— fueron sus hijos: Mariana de Jesús Puga Hermosa —médica pediatra—; Miguel Ángel Puga Hermosa —ingeniero en electrónica— (1962-1993), Olga Teresa Puga Hermosa, Cecilia del Pilar Puga Hermosa y Daniel Antonio Puga Hermosa —arquitecto—.

### Estudios académicos
Se gradúa de médico en la Facultad de Medicina de la Universidad Central del Ecuador en abril de 1957, presentó previamente su tesis de grado: Evolución y pronóstico de las anemias por el contaje de reticulocitos; esta tesis fue dirigida por el médico laboratorista Eduardo Flores. Al respecto, Miguel Ángel Puga, refiere de una triste anécdota en el año 2008: «El estudio tenía que ser evaluado con un número determinado de casos de estudios en la sangre de pacientes; por alguna razón, se descartó un caso, y ante el apremio, el mismo director de tesis le dice, daré yo la muestra de sangre. Una vez analizada la muestra, su hijo que también era médico de laboratorio, se queda perplejo y le dice, "esta muestra es compatible con leucemia, tiene anemia, hay leucopenia y tiene agranulopenia, lo cual es patognomónica con esta entidad", entonces, pronuncia su hijo, "es leucemia"; pero, en el rostro del doctor Eduardo Flores y en su interior se observa un mutismo completo».

### Pensamiento médico
Su vocación nace de la necesidad de su terruño, carente de servicios de salud; rodeado de gente con muchos males y carencias, debido a la falta de agua potable, alcantarillado y no buenas costumbres; si no hubiera sido médico, el mismo lo refiere hubiera optado por la educación, ya que tenía el espíritu de la enseñanza, él mismo lo dijo que hubiera sido profesor de ciencias naturales, geografía, historia y lenguaje con el objetivo de convertirse en apoyo a la gente que tenga una buena herramienta para el progreso y la superación.
Cómo médico ejerció la medicina con ética y gran servicio a la comunidad, apoyó a su pueblo en cierto etapa de su vida profesional. Su hija creció con estos ejemplos de solidaridad y más tarde, ella también escoge la profesión de médico.

### Médico y humanista
Médico, escritor e investigador, quien tiene como preferencia el estudio de autores nacionales, como de su predilección con la novela Cumandá escrita por Juan León Mera; le fascina la historia, la lingüística, por tanto, para encontrar material para sus libros ha leído mucho material de historia, literatura y todo lo relacionado con las ciencias humanas.
Cuando se refería acerca del racismo, explicaba que nadie es superior a otro ser humano. Piensa que es un mal de la sociedad establecer una discriminación injustificada. Que es un mal que ha provocado, muchos sentimientos dolorosos en las personas y ha abierto heridas injustificadas, lo cual, a los grupos o sectores afectados no les ha permitido ganar en autoestima y desarrollarse como personas.
Tiene escrito y producido la obra La gente ilustre de Quito, que surge de la necesidad de honrar a los personajes que han sobresalido por su brillante trayectoria y han nacido en la ciudad de Quito. Fue un asiduo visitante de las bibliotecas en la búsqueda afanosa de informaciones de personajes, que los reunió en el número de 190 biografías de ellos resaltan las figuras de 18 médicos nacidos en la ciudad de Quito.
Miguel Ángel es de esa generación que se entregaba totalmente a los demás, de forma que con los años, con el estudio y el conocimiento adquirido fue comprometiéndose con su pueblo al que lo ha querido entrañablemente, producto de ese entusiasmo es la obra La historia de los pueblos, que salió a la luz en enero del 2001; allí están sintetizados los datos geográficos, la historia de pueblos como Tabacundo, Tupigachi, La Esperanza, Tocachi, Malchinguí, su recorrido va desde tiempos remotos, desde la época prehispánica, las luchas en la conquista incásica, el malhadado encuentro con la civilización española que provocó un remezón en la historia antigua, la vida de estos pueblos durante la colonia, los difíciles momentos de la época de la independencia y los tiempos gloriosos de la república, el nacimiento del cantón Pedro Moncayo hasta nuestro días. Para muchos historiadores, Miguel Ángel Puga es un verdadero quitólogo por sus grandes aportes al estudio histórico de su pasado y del conocimiento de sus gentes.

## Distinciones y cargos
- Médico municipal de Tabacundo, en junio de 1957 hasta 1975.
- Presidente del Centro Agrícola del Cantón Pedro Moncayo, 1963-1965.
- Presidente de la Junta Patriótica Pro Carretera Panamericana por Tabacundo, 1963-1968.
- Médico del Hospital Geriátrico de Cotocollao, en el año de 1977.
- La Ilustre Municipalidad de Tabacundo le hace la entrega de una Placa en reconocimiento por su aporte a la comunidad de Tabacundo en 1982.
- La Ilustre Municipalidad de Tabacundo le hace la entrega de una Placa en reconocimiento de la obra conjunta con Oswaldo
- Mantilla y Eduardo Estrella con la obra Memorias de un pueblo. 1988.
- Colaborador en calidad de comunicador en Radio Mensaje, 1967-1977.
- Director encargado del Museo Nacional de la Historia de la Medicina en Quito. 1983-1984.
- Miembro de la Sociedad de Genealogía, ingreso 1991.
- Secretario de la Corporación Amigos de la Genealogía, período 1992-1994.
- Secretario de la Fundación Ecuatoriana para el desarrollo de la Identidad Indo-Afro-Mestiza, 1995.

## Obras

### Obras bibliográficas
- Puga Arroyo, Miguel Ángel. 1988. Memorias de siglo a siglo: perfiles históricos tradicionales de Tabacundo antiguo.
- Mantilla, Oswaldo; Estrella, Eduardo; Puga Arroyo, Miguel Ángel. 1988. Memorias de un pueblo. Quito.
- Puga Arroyo, Miguel Ángel. 1991. Crónicas del Quito antiguo. Quito: Colección Amigos de la Genealogía. Volumen 49. Imprenta ARTIGRAF.
- Jurado Noboa, Fernando y Puga Arroyo, Miguel Ángel. 1992. El proceso de blanqueamiento en el Ecuador y De los Puento a los Egas. Quito: Colección Medio Milenio. Volumen 3. Offset Impresores.
- Puga Arroyo, Miguel Ángel. 1993. Quito de ayer, Quito de siempre.
- Puga Arroyo, Miguel Ángel. 1994. Gente ilustre de Quito. Volumen I. Quito.
- Puga Arroyo, Miguel Ángel. 1994. La gente ilustre de Quito. Quito: Editorial Delta. Sociedad Amigos de la Genealogía. Colección: Ecuador Mestizo, Vol. 11. Tomo II.
- Puga Arroyo, Miguel Ángel. 1995. Gente ilustre de Quito II. Quito: Corporación Amigos de la Genealogía. Colección Ecuador Mestizo. Volumen 12. Imprenta REDIGRAF.
- Puga Arroyo, Miguel Ángel. 2001. La historia de los pueblos: Cantón Pedro Moncayo. Quito: Offset El Dorado.
- Puga Arroyo, Miguel. 2004. El Cóndor enamorado. Quito: En: Tabacundo en la Literatura. De Oswaldo Mantilla Aguirre. Compugraf.

### Obras inéditas
- Cuentos, Mitos y Leyendas de Tabacundo.
- Puentos, Angos y Quilagos del Norte del Ecuador.
- La madre de Atahualpa.
- La influencia de la Batalla del Pichincha en la libertad de nuestro país.
- Forjadores de la nacionalidad ecuatoriana.
- Héroes y heroínas de la Patria.
- El Dr. Pedro Moncayo y el Ecuador de su tiempo.
- Ensayos de filologías aborigen.
- Comidas y bebidas de la Sierra Ecuatoriana.
- Plantas Medicinales del Ecuador.
- Geonimias de la República del Ecuador.